# Pallavolo ai XVIII Giochi asiatici
La pallavolo ai XVIII Giochi asiatici si è disputata durante la XVIII edizione dei Giochi asiatici, che si è svolta a Giacarta, in Indonesia, nel 2018.

## Podi
| Evento                         | Oro  | Argento       | Bronzo        |
| Pallavolo maschile (dettagli)  | Iran | Corea del Sud | Taipei cinese |
| Pallavolo femminile (dettagli) | Cina | Thailandia    | Corea del Sud |